# Ivar Bjørnson
Ivar Skontorp Peersen (n. 27 de noviembre de 1977 en Etne, Noruega), conocido artísticamente como Ivar Bjørnson, es el guitarrista de la banda de black metal noruega Enslaved, que fundó a los trece años junto con su compañero Grutle Kjellson y con la que ha publicado diez álbumes y un EP. Asimismo, ha colaborado en los tres primeros trabajos de Borknagar y en el disco Incipit Satan de Gorgoroth (en este último con el sobrenombre de Daimonion) como teclista en ambas bandas. También ha participado en producciones musicales con Einar Selvik, autor de folklore de temática vikinga.

## Discografía

### Enslaved
- Hordanes Land (EP) (1993)
- Vikingligr Veldi (1994)
- Frost (1994)
- Eld  (1997)
- Blodhemn (1998)
- Mardraum - Beyond the Within (2000)
- Monumension (2001)
- Below the Lights (2003)
- Isa (2004)
- Ruun (2006)
- Vertebrae (2008)
- Axioma Ethica Odini (2010)
- RIITIIR (2012)
- In Times (2015)
- E (2017)
- Utgard (2020)

### Gorgoroth
- Incipit Satan (2000)

### Borknagar
- Borknagar (1996)
- The Olden Domain (1997)
- The Archaic Course (1998)

- Datos: Q1801441
- Multimedia: Ivar Bjørnson / Q1801441